# Pareuchiloglanis feae
Pareuchiloglanis feae är en fiskart som först beskrevs av Vinciguerra, 1890.  Pareuchiloglanis feae ingår i släktet Pareuchiloglanis och familjen Sisoridae. IUCN kategoriserar arten globalt som otillräckligt studerad. Inga underarter finns listade i Catalogue of Life.